# Bernhard Minetti
Bernhard Minetti (vlastním jménem Bernhard Theodor Henry Minetti; 26. ledna 1905, Kiel – 12. října 1998, Berlín) byl německý herec.

## Život a dílo
Narodil se v rodině architekta. Po maturitě studoval germanistiku a divadelní vědu, avšak studium nedokončil.
Rakouský dramatik Thomas Bernhard pro něho napsal divadelní hru s názvem 'Minetti: Ein Porträt des Künstlers als alter Mann' (česky Minetti: Portrét umělce jako starého muže). Hra byla uvedena v režii Clause Peymanna roku 1977 ve Stuttgartu. Na českém divadelním pódiu se hra objevila např. v režii Otomara Krejči, či Viktorie Čermákové.